# Vocea României (sezonul 4)
Cel de-al patrulea sezon al talent show-ului românesc Vocea României a debutat pe 16 septembrie 2014 la Pro TV și a ajuns la final pe 19 decembrie 2014. Pavel Bartoș a revenit și în al patrulea sezon ca prezentator al emisiunii. Câștigătorul acestui sezon a fost Tiberiu Albu, aceasta fiind prima dată când concursul a fost câștigat de către un concurent „furat” în etapa confruntărilor.

## Producție

### Decizii timpurii
Pro TV a anunțat în martie 2014 că intenționa să facă din sezonul 4 o competiție pentru copii, însă și-a revocat decizia o lună mai târziu și a hotărât să păstreze formatul care consacrase emisiunea în România, în care concurenții trebuie să aibă cel puțin 16 ani.
Pro TV a declarat că urma să folosească, începând cu acest sezon, un decor mai modern și echipamente superioare de sonorizare, comparativ cu sezoanele anterioare.

### Schimbări de personal
Horia Brenciu și-a părăsit postul de jurat, fiind înlocuit de Tudor Chirilă.
Fosta producătoare a emisiunii, Mona Segall, și-a dat demisia din trustul MediaPro în aprilie 2014 și a migrat cu întreaga sa echipă la postul concurent Antena 1. Formația instrumentală condusă de George Natsis s-a transferat și ea la Antena 1, exprimându-și dorința de a lucra în continuare cu echipa de producție a Monei Segall. Aceste decizii au venit în contextul unor controversate concedieri și demisii în masă din cadrul trustului în prima parte a anului 2014, influențate de schimbările noului director al Pro TV, Aleksandras Česnavičius, în încercarea de a implementa o stategie de eficientizare a costurilor.
Sezonul 4 al emisiunii a fost produs de o echipă internațională, coordonată de Peter Majeský și Melanie Triebel, care au lucrat anterior la producții TV din Germania, Cehia și Slovacia.
Coregraful emisiunii a fost Emil Rengle. Fosta trupă de dans a emisiunii, condusă de Edi Stancu, s-a mutat și ea la Antena 1. De asemenea, în postura de V Reporter este Oana Tache, ea înlocuindu-l pe Vlad Roșca.

## Preselecții
Preselecțiile pentru cel de-al patrulea sezon au avut loc în vara anului 2014, în următoarele localități:
- 08 iunie 2014 – Hotel Golden Tulip Ana Dome, Cluj-Napoca
- 15 iunie 2014 – Hotel Unirea, Iași
- 22 iunie 2014 – Hotel Continental, Timișoara
- 28 și 29 iunie 2014 – Hotel Phoenicia, București
- 13 iulie 2014 – Hotel IBIS, Constanța.

Preselecțiile au avut rolul de a selecta concurenții care urmau să participe la etapa audițiilor pe nevăzute, care a fost înregistrată în studiourile MediaPro din Buftea în două sesiuni: 19–21 august, 26–27 august 2014.

## Particularitățile sezonului
- Au existat 3 etape: audițiile pe nevăzute, confruntările și spectacolele live.
- La sfârșitul fiecărei audiții, chiar și în cazul în care concurentul nu a mers mai departe, s-au întors toate cele 4 scaune.
- Antrenorii au format echipe de câte 14 concurenți, din care 7 și-au câștigat confruntările.
- Antrenorii au putut fura câte un concurent pierzător la confruntări, astfel că echipele au fost aduse la 8 concurenți. Odată furați, concurenții au avut locul asigurat până la finalul etapei.
- La finalul etapei confruntărilor, nu a avut loc proba cântecului decisiv.
- Nu a existat etapa knockouturilor.
- Fiecare antrenor a avut dreptul de a promova 8 concurenți la etapa spectacolelor live.
- Au existat 5 spectacole live.
- În primele 2 spectacole live, au concurat jumătate din concurenții din fiecare echipă, iar eliminările s-au făcut prin decizia antrenorului, fără o probă suplimentară.
- În semifinală, s-a ales câte un finalist din fiecare echipă, pe baza combinației votului antrenorului (40%) și al publicului (60%).

## Echipe
| Legendă                                    | Legendă |
| ------------------------------------------ | --- |
| - Câștigător - Locul 2 - Locul 3 - Locul 4 | - Eliminat în semifinală - Eliminat în primele spectacole live - „Furat” în etapa confruntărilor - Eliminat în etapa confruntărilor |

| Antrenor | Antrenor       | Concurenți      | Concurenți       | Concurenți          | Concurenți         | Concurenți    |
| --- | -------------- | --------------- | ---------------- | ------------------- | ------------------ | ------------- |
| | Tudor Chirilă  | Tiberiu Albu    | Ligia Hojda      | Ivana Farc          | Andreea Avarvari   | Petra Acker   |
| Tudor Man | Tudor Chirilă  | Florin Ciotlăuș | Iulia Ferchiu    | Anca Petcu          | Ruben Ciungan      |               |
| Larisa Mihăeș | Tudor Chirilă  | Elena Javelea   | Ioan Panait      | Matei Chioariu      | Ana Maria Andrei   |               |
| |                |                 |                  |                     |                    |               |
| | Marius Moga    | Anda Dimitriu   | Brigitta Balogh  | Claudiu Rusu        | Alexandru Bunghez  | Alina Dogaru  |
| Florian Rus | Marius Moga    | Ioan Bîgea      | Maria Constantin | Alexandra Bărăceanu | Radu Mitrea        |               |
| Caroline Schally | Marius Moga    | Marina Velle    | Eliza Manda      | Diana Bucșa         | Florentina Mihai   |               |
| |                |                 |                  |                     |                    |               |
| | Loredana Groza | Maria Hojda     | Ilinca Băcilă    | Larisa Mihăeș       | Andrei Cheteleș    | Florin Răduță |
| Ioana Satmari | Loredana Groza | Lucian Colareza | Valentin Uzun    | Diana Popa          | Angela Vescu       |               |
| Tatiana Heghea | Loredana Groza | Bianca Ioniță   | Roberta Radu     | Raluca Albu         | Botond Surányi     |               |
| |                |                 |                  |                     |                    |               |
| | Smiley         | Aliona Munteanu | Gelu Graur       | Maria Șimandi       | Vladimir Pocorschi | Anca Petcu    |
| Fabian Sasu | Smiley         | Alina Anușca    | Alin Gheorghișan | Claudiu Rusu        | Cosmin Dragomir    |               |
| Robert Costin | Smiley         | Tiberiu Albu    | Andrei Bălăceanu | Ana Maria Georgescu | Emilia Mușală      |               |
| Notă: Numele scrise cursiv reprezintă concurenți furați de la alt antrenor (aceleași nume sunt tăiate în cadrul vechilor echipe). |                |                 |                  |                     |                    |               |

## Audiții pe nevăzute

### Episodul 1 (16 septembrie)
Primul dintre cele 7 episoade înregistrate cuprinzând audiții pe nevăzute a fost difuzat pe 16 septembrie 2014. La deschiderea spectacolului, cei 4 antrenori au interpretat un colaj format din câte o piesă a fiecăruia, astfel:
| Nr. | Voce principală | Cântec (interpret original)     |
| --- | --------------- | ------------------------------- |
| 1   | Marius Moga     | „Perfect fără tine” (Vama)      |
| 2   | Loredana Groza  | „Pe barba mea” (Marius Moga)    |
| 3   | Smiley          | „Extravaganza” (Loredana Groza) |
| 4   | Tudor Chirilă   | „Acasă” (Smiley)                |

Concurenții care au apărut în această ediție sunt:
| Legendă | - ✔ Antrenorul și-a apăsat butonul „EU TE VREAU” - Concurentul a fost eliminat | - Concurentul a intrat automat în echipa antrenorului - Concurentul a ales acest antrenor |

| Ordine | Concurent                  | Vârstă | Origine               | Cântec                                                      | Alegerile antrenorilor și ale concurenților | Alegerile antrenorilor și ale concurenților | Alegerile antrenorilor și ale concurenților | Alegerile antrenorilor și ale concurenților |
| Ordine | Concurent                  | Vârstă | Origine               | Cântec                                                      | Tudor                                       | Loredana                                    | Smiley                                      | Moga                                        |
| ------ | -------------------------- | ------ | --------------------- | ----------------------------------------------------------- | ------------------------------------------- | ------------------------------------------- | ------------------------------------------- | ------------------------------------------- |
| 1      | Florin Răduță              | 20     | Târgoviște            | „When a Man Loves a Woman” (Percy Sledge / Michael Bolton)  | ✔                                           | ✔                                           | ✔                                           | ✔                                           |
| 2      | Ana Maria Georgescu        | 27     | Oradea                | „Je t'aime” (Lara Fabian)                                   | ✔                                           | —                                           | ✔                                           | ✔                                           |
| 3      | Maria Ilinca Băcilă        | 16     | Cluj-Napoca           | „I Want to Be a Cowboy's Sweetheart” (Patsy Montana)        | —                                           | ✔                                           | ✔                                           | ✔                                           |
| 4      | Alexandru Bunghez          | 20     | Drobeta-Turnu Severin | „Sex on Fire” (Kings of Leon)                               | ✔                                           | —                                           | ✔                                           | ✔                                           |
| 5      | Radu Bogdan Bor            | 28     | Cluj-Napoca           | „Wake Me Up” (Avicii)                                       | —                                           | —                                           | —                                           | —                                           |
| 6      | Alin Nicolae Gheorghișan   | 33     | București             | „Let's Stay Together” (Al Green)                            | ✔                                           | —                                           | ✔                                           | ✔                                           |
| 7      | Marina-Gregoriana Velle    | 33     | București             | „Waiting All Night” (Rudimental și Ella Eyre)               | —                                           | ✔                                           | —                                           | ✔                                           |
| 8      | Aurica Cristina Chirieac   | 52     | București             | „(You Make Me Feel Like) A Natural Woman” (Aretha Franklin) | —                                           | —                                           | —                                           | —                                           |
| 9      | Ioan Bîgea                 | 21     | Bârlad                | „It's a Man's Man's Man's World” (James Brown)              | ✔                                           | ✔                                           | ✔                                           | ✔                                           |
| 10     | Cristina Gabriela Dobrescu | 25     | Constanța             | „Survivor” (Destiny's Child)                                | —                                           | —                                           | —                                           | —                                           |
| 11     | Oana Iulia Ferchiu         | 21     | Satu Mare             | „Summertime” (Abbie Mitchell)                               | ✔                                           | ✔                                           | ✔                                           | ✔                                           |

### Episodul 2 (19 septembrie)
Al doilea episod a fost difuzat pe 19 septembrie 2014.
| Ordine | Concurent                  | Vârstă | Origine   | Cântec                                             | Alegerile antrenorilor și ale concurenților | Alegerile antrenorilor și ale concurenților | Alegerile antrenorilor și ale concurenților | Alegerile antrenorilor și ale concurenților |
| Ordine | Concurent                  | Vârstă | Origine   | Cântec                                             | Tudor                                       | Loredana                                    | Smiley                                      | Moga                                        |
| ------ | -------------------------- | ------ | --------- | -------------------------------------------------- | ------------------------------------------- | ------------------------------------------- | ------------------------------------------- | ------------------------------------------- |
| 1      | Ivana Farc                 | 17     | Oradea    | „Raggamuffin” (Selah Sue)                          | ✔                                           | ✔                                           | ✔                                           | ✔                                           |
| 2      | Mircea Eugen „Gelu” Graur  | 34     | Botoșani  | „Roxanne” (The Police)                             | ✔                                           | ✔                                           | ✔                                           | ✔                                           |
| 3      | Alexandra Bărăceanu        | 19     | Deva      | „I'd Rather Go Blind” (Etta James)                 | —                                           | ✔                                           | ✔                                           | ✔                                           |
| 4      | Valentin Ion Uzun          | 28     | Chișinău  | „Gas Gas” (Goran Bregović)                         | —                                           | ✔                                           | —                                           | —                                           |
| 5      | Ana Maria Andrei           | 22     | Botoșani  | „Stay” (Rihanna)                                   | ✔                                           | —                                           | —                                           | —                                           |
| 6      | Irina Ceban                | 26     | Chișinău  | „Stop!” (Sam Brown)                                | —                                           | —                                           | —                                           | —                                           |
| 7      | Vladimir Pocorschi         | 28     | București | „Rebel Yell” (Billy Idol)                          | ✔                                           | ✔                                           | ✔                                           | ✔                                           |
| 8      | Constantin Valentin Mircea | 60     | Constanța | „N'oubliez jamais” (Joe Cocker)                    | —                                           | —                                           | —                                           | —                                           |
| 9      | Petra Acker                | 27     | Brașov    | „Can't Take My Eyes Off You” (Frankie Valli)       | ✔                                           | —                                           | ✔                                           | ✔                                           |
| 10     | Lucian Colareza            | 26     | Constanța | „Historia de un amor” (diverși)                    | ✔                                           | ✔                                           | ✔                                           | ✔                                           |
| 11     | Florin Blaj                | 49     | Bacău     | „Balada (Tchê Tcherere Tchê Tchê)” (Gusttavo Lima) | —                                           | —                                           | —                                           | —                                           |
| 12     | Maria Gabriela Șimandi     | 17     | Aiud      | „Chasing Pavements” (Adele)                        | ✔                                           | ✔                                           | ✔                                           | ✔                                           |

### Episodul 3 (26 septembrie)
Al treilea episod a fost difuzat pe 26 septembrie 2014.
| Ordine | Concurent                 | Vârstă | Origine     | Cântec                                                                          | Alegerile antrenorilor și ale concurenților | Alegerile antrenorilor și ale concurenților | Alegerile antrenorilor și ale concurenților | Alegerile antrenorilor și ale concurenților |
| Ordine | Concurent                 | Vârstă | Origine     | Cântec                                                                          | Tudor                                       | Loredana                                    | Smiley                                      | Moga                                        |
| ------ | ------------------------- | ------ | ----------- | ------------------------------------------------------------------------------- | ------------------------------------------- | ------------------------------------------- | ------------------------------------------- | ------------------------------------------- |
| 1      | Florentina Mihai          | 22     | București   | „Set Fire to the Rain” (Adele)                                                  | ✔                                           | —                                           | ✔                                           | ✔                                           |
| 2      | Tiberiu Gherasim Albu     | 22     | Timișoara   | „I Love Rock 'n' Roll” (Arrows)                                                 | ✔                                           | ✔                                           | ✔                                           | ✔                                           |
| 3      | Ioana Ignat               | 16     | Botoșani    | „I Surrender” (Céline Dion)                                                     | —                                           | —                                           | —                                           | —                                           |
| 4      | Maria Constantin          | 27     | București   | „Sanie cu zurgălăi” (Maria Tănase) / „Johnny, tu n'es pas un ange” (Édith Piaf) | ✔                                           | —                                           | ✔                                           | ✔                                           |
| 5      | Angelica Francesca Vescu  | 20     | Chișinău    | „Caruso” (Lucio Dalla)                                                          | —                                           | ✔                                           | —                                           | —                                           |
| 6      | Emmanouil Maroulis        | 41     | București   | „Ochii tăi” (Holograf)                                                          | —                                           | —                                           | —                                           | —                                           |
| 7      | Elena Javelea             | 23     | Chișinău    | „You Can Leave Your Hat On” (Randy Newman)                                      | ✔                                           | —                                           | —                                           | —                                           |
| 8      | Ramona Anca Popa          | 35     | Timișoara   | „It's a Man's Man's Man's World” (James Brown)                                  | —                                           | —                                           | —                                           | —                                           |
| 9      | Florian Rus               | 25     | Târgu Mureș | „Locked Out of Heaven” (Bruno Mars)                                             | —                                           | —                                           | ✔                                           | ✔                                           |
| 10     | Ramona-India Pataki-Hașaș | 34     | Oradea      | „My Number One” (Elena Paparizou)                                               | —                                           | —                                           | —                                           | —                                           |
| 11     | Aliona Munteanu           | 25     | Chișinău    | „Halo” (Beyoncé)                                                                | —                                           | —                                           | ✔                                           | ✔                                           |
| 12     | Fabian Sasu               | 32     | București   | „No Woman, No Cry” (Bob Marley & the Wailers)                                   | ✔                                           | —                                           | ✔                                           | ✔                                           |
| 13     | Anca Elena Petcu          | 31     | București   | „Dirty Diana” (Michael Jackson)                                                 | ✔                                           | ✔                                           | —                                           | —                                           |

### Episodul 4 (3 octombrie)
Al patrulea episod a fost difuzat pe 3 octombrie 2014.
| Ordine | Concurent                | Vârstă | Origine     | Cântec                                                    | Alegerile antrenorilor și ale concurenților | Alegerile antrenorilor și ale concurenților | Alegerile antrenorilor și ale concurenților | Alegerile antrenorilor și ale concurenților |
| Ordine | Concurent                | Vârstă | Origine     | Cântec                                                    | Tudor                                       | Loredana                                    | Smiley                                      | Moga                                        |
| ------ | ------------------------ | ------ | ----------- | --------------------------------------------------------- | ------------------------------------------- | ------------------------------------------- | ------------------------------------------- | ------------------------------------------- |
| 1      | Emilia Mușală            | 31     | București   | „I Will Always Love You” (Dolly Parton / Whitney Houston) | ✔                                           | —                                           | ✔                                           | —                                           |
| 2      | Vlad Ioan Cireșan        | 18     | Buziaș      | „Billie Jean” (Michael Jackson)                           | —                                           | —                                           | —                                           | —                                           |
| 3      | Diana Popa               | 23     | Chișinău    | „Candyman” (Christina Aguilera)                           | —                                           | ✔                                           | —                                           | —                                           |
| 4      | Claudiu Palalae          | 19     | Brașov      | „Perfect fără tine” (Vama)                                | —                                           | —                                           | —                                           | —                                           |
| 5      | Alina Dogaru             | 28     | Dorohoi     | „Not That Kind” (Anastacia)                               | ✔                                           | ✔                                           | ✔                                           | ✔                                           |
| 6      | Andrei Cheteleș          | 25     | Cluj-Napoca | „Feeling Good” (Cy Grant / Michael Bublé)                 | —                                           | ✔                                           | —                                           | —                                           |
| 7      | Lina Bakutayan           | 26     | Cluj-Napoca | „Addicted to You” (Avicii și Audra Mae)                   | —                                           | —                                           | —                                           | —                                           |
| 8      | Andreea Mihaela Avarvari | 22     | București   | „When Love Takes Over” (David Guetta și Kelly Rowland)    | ✔                                           | —                                           | —                                           | —                                           |
| 9      | Adrian Mazilu            | 28     | București   | „Mr. Brownstone” (Guns N' Roses)                          | —                                           | —                                           | —                                           | —                                           |
| 10     | Marcelina-Larisa Mihăeș  | 17     | Roman       | „Dacă ploaia s-ar opri” (Cargo)                           | ✔                                           | ✔                                           | ✔                                           | ✔                                           |
| 11     | Roberta Georgiana Radu   | 19     | Negrești    | „Temptation” (Tom Waits / Diana Krall)                    | ✔                                           | ✔                                           | ✔                                           | —                                           |
| 12     | Paula Clara Crișan       | 23     | Baia Mare   | „The Best” (Bonnie Tyler / Tina Turner)                   | —                                           | —                                           | —                                           | —                                           |
| 13     | Brigitta-Marta Balogh    | 25     | Oradea      | „Listen” (Beyoncé)                                        | ✔                                           | ✔                                           | ✔                                           | ✔                                           |

### Episodul 5 (10 octombrie)
Al cincilea episod a fost difuzat pe 10 octombrie 2014.
| Ordine | Concurent               | Vârstă | Origine     | Cântec                                                      | Alegerile antrenorilor și ale concurenților | Alegerile antrenorilor și ale concurenților | Alegerile antrenorilor și ale concurenților | Alegerile antrenorilor și ale concurenților |
| Ordine | Concurent               | Vârstă | Origine     | Cântec                                                      | Tudor                                       | Loredana                                    | Smiley                                      | Moga                                        |
| ------ | ----------------------- | ------ | ----------- | ----------------------------------------------------------- | ------------------------------------------- | ------------------------------------------- | ------------------------------------------- | ------------------------------------------- |
| 1      | Andrei Bălăceanu        | 28     | București   | „Save the Last Dance for Me” (The Drifters / Michael Bublé) | ✔                                           | ✔                                           | ✔                                           | ✔                                           |
| 2      | Stela Botez             | 24     | Chișinău    | „Hora din Moldova” (Nelly Ciobanu)                          | —                                           | —                                           | —                                           | —                                           |
| 3      | Bianca Alexandra Ioniță | 16     | Moreni      | „Hot Stuff” (Donna Summer)                                  | —                                           | ✔                                           | —                                           | —                                           |
| 4      | Victor Sîrbu            | 24     | Soroca      | „Sex Bomb” (Tom Jones și Mousse T.)                         | —                                           | —                                           | —                                           | —                                           |
| 5      | Eliza Cristina Manda    | 27     | București   | „Umbrella” (Rihanna și Jay-Z)                               | —                                           | ✔                                           | —                                           | ✔                                           |
| 6      | Corina Tudosean         | 21     | București   | „Dernière danse” (Indila)                                   | —                                           | —                                           | —                                           | —                                           |
| 7      | Ruben Ciungan           | 19     | Aiud        | „You Are So Beautiful” (Joe Cocker)                         | ✔                                           | —                                           | —                                           | —                                           |
| 8      | Lavinia Ioana Lăcătuș   | 20     | București   | „Ain't No Other Man” (Christina Aguilera)                   | —                                           | —                                           | —                                           | —                                           |
| 9      | Cosmin Gabriel Dragomir | 25     | Focșani     | „Hello” (Lionel Richie)                                     | —                                           | —                                           | ✔                                           | ✔                                           |
| 10     | Patricia Melinda Niri   | 24     | Cluj-Napoca | „I Try” (Macy Gray)                                         | —                                           | —                                           | —                                           | —                                           |
| 11     | Raluca Albu             | 30     | Denta       | „Crazy” (Gnarls Barkley)                                    | —                                           | ✔                                           | —                                           | —                                           |
| 12     | Andrei Ceobanu          | 27     | Rădăuți     | „Living Next Door to Alice” (New World)                     | —                                           | —                                           | —                                           | —                                           |
| 13     | Radu Costel Mitrea      | 21     | București   | „I See Fire” (Ed Sheeran)                                   | ✔                                           | —                                           | —                                           | ✔                                           |

### Episodul 6 (17 octombrie)
Al șaselea episod a fost difuzat pe 17 octombrie 2014.
| Ordine | Concurent                 | Vârstă | Origine        | Cântec                                            | Alegerile antrenorilor și ale concurenților | Alegerile antrenorilor și ale concurenților | Alegerile antrenorilor și ale concurenților | Alegerile antrenorilor și ale concurenților |
| Ordine | Concurent                 | Vârstă | Origine        | Cântec                                            | Tudor                                       | Loredana                                    | Smiley                                      | Moga                                        |
| ------ | ------------------------- | ------ | -------------- | ------------------------------------------------- | ------------------------------------------- | ------------------------------------------- | ------------------------------------------- | ------------------------------------------- |
| 1      | Robert Aurelian Costin    | 36     | București      | „You Raise Me Up” (Secret Garden)                 | —                                           | —                                           | ✔                                           | ✔                                           |
| 2      | Iulia Evelyn Dicu         | 18     | Râmnicu Vâlcea | „Hora din Moldova” (Nelly Ciobanu)                | —                                           | —                                           | —                                           | —                                           |
| 3      | Matei Chioariu            | 28     | București      | „Long Train Runnin'” (The Doobie Brothers)        | ✔                                           | —                                           | —                                           | —                                           |
| 4      | Alexandra „Anda” Dimitriu | 26     | București      | „Crazy” (Gnarls Barkley)                          | ✔                                           | ✔                                           | ✔                                           | ✔                                           |
| 5      | Simion Caragia            | 19     | Timișoara      | „Let Her Go” (Passenger)                          | —                                           | —                                           | —                                           | —                                           |
| 6      | Tatiana Heghea            | 26     | Chișinău       | „Un-Break My Heart” (Toni Braxton)                | —                                           | ✔                                           | —                                           | —                                           |
| 7      | Sergiu Cuzencov           | 33     | Chișinău       | „Always on My Mind” (Gwen McCrae / Elvis Presley) | —                                           | —                                           | —                                           | —                                           |
| 8      | Tudor Man                 | 28     | București      | „This Woman's Work” (Kate Bush / Maxwell)         | ✔                                           | —                                           | —                                           | —                                           |
| 9      | Diana Maria Bucșa         | 27     | București      | „Alone” (Heart)                                   | —                                           | —                                           | —                                           | ✔                                           |
| 10     | Ioan „Bebe” Panait        | 30     | Voluntari      | „Suspicious Minds” (Mark James / Elvis Presley)   | ✔                                           | —                                           | —                                           | —                                           |
| 11     | Anne-Marie Simone Ionescu | 20     | București      | „Diamonds” (Rihanna)                              | —                                           | —                                           | —                                           | —                                           |
| 12     | Botond Surányi            | 25     | Satu Mare      | „When I Was Your Man” (Bruno Mars)                | ✔                                           | ✔                                           | ✔                                           | ✔                                           |

### Episodul 7 (24 octombrie)
Al șaptelea episod a fost difuzat pe 24 octombrie 2014.
| Ordine | Concurent                                         | Vârstă | Origine           | Cântec                                                                        | Alegerile antrenorilor și ale concurenților | Alegerile antrenorilor și ale concurenților | Alegerile antrenorilor și ale concurenților | Alegerile antrenorilor și ale concurenților |
| Ordine | Concurent                                         | Vârstă | Origine           | Cântec                                                                        | Tudor                                       | Loredana                                    | Smiley                                      | Moga                                        |
| ------ | ------------------------------------------------- | ------ | ----------------- | ----------------------------------------------------------------------------- | ------------------------------------------- | ------------------------------------------- | ------------------------------------------- | ------------------------------------------- |
| 1      | Alina Anușca                                      | 26     | Iași              | „Rather Be” (Clean Bandit și Jess Glynne)                                     | —                                           | ✔                                           | ✔                                           | —                                           |
| 2      | Johannes Robert Chariton                          | 26     | Suceava           | „So Sick” (Ne-Yo)                                                             | —                                           | —                                           | —                                           | —                                           |
| 3      | Andreea Victoria Ardeleanu                        | 17     | Alba-Iulia        | „Pleacă” (Tina Geru / Vunk și Antonia)                                        | —                                           | —                                           | —                                           | —                                           |
| 4      | Ligia-Raluca Hojda                                | 26     | Sighetu Marmației | „I See Fire” (Ed Sheeran)                                                     | ✔                                           | ✔                                           | ✔                                           | ✔                                           |
| 5      | Alexandra Maria Hojda                             | 24     | Sighetu Marmației | „A Little Party Never Killed Nobody (All We Got)” (Fergie, Q-Tip și GoonRock) | ✔                                           | ✔                                           | ✔                                           | ✔                                           |
| 6      | Marian Claudiu Rusu                               | 30     | Galați            | „She Will Be Loved” (Maroon 5)                                                | ✔                                           | ✔                                           | ✔                                           | ✔                                           |
| 7      | Amir Abo Zayed                                    | 20     | București         | „All of Me” (John Legend)                                                     | —                                           | —                                           | —                                           | —                                           |
| 8      | Ioana Satmari                                     | 21     | București         | „Alone” (Heart)                                                               | —                                           | ✔                                           | —                                           | —                                           |
| 9      | Cătălina Elena Bejenaru                           | 25     | Iași              | „Stand by Me” (Ben E. King)                                                   | —                                           | —                                           | —                                           | —                                           |
| 10     | Florin Ciotlăuș                                   | 19     | Cluj-Napoca       | „Here Without You” (3 Doors Down)                                             | ✔                                           | —                                           | —                                           | —                                           |
| 11     | Șerban Silaghi                                    | 17     | Tășnad            | „Sorry Seems to Be the Hardest Word” (Elton John)                             | —                                           | —                                           | —                                           | —                                           |
| 12     | Anne-Caroline von Pollaberg-Schwanentreue Schally | 24     | București         | „Son of a Preacher Man” (Dusty Springfield)                                   | —                                           | —                                           | —                                           | ✔                                           |

## Confruntări (31 octombrie; 7, 14 noiembrie)
După audițiile pe nevăzute, fiecare antrenor a avut câte 14 concurenți pentru etapa confruntărilor, care a fost difuzată pe 31 octombrie, 7 noiembrie și 14 noiembrie 2014. Antrenorii și-au redus numărul de concurenți la jumătate și au „furat” câte un concurent fiecare din celelalte echipe.
| Legendă | - Concurent învingător - Concurent învins, dar „furat” | - Concurent învins și eliminat - ⃠ Antrenorul nu a putut fura acest concurent |

| Ord.                       | Antrenor                  | Învingător                | Cântec                                                                                             | Învins                    | Rezultatul „furtului”     | Rezultatul „furtului”     | Rezultatul „furtului”     | Rezultatul „furtului”     |
| Ord.                       | Antrenor                  | Învingător                | Cântec                                                                                             | Învins                    | Tudor                     | Loredana                  | Smiley                    | Moga                      |
| Episodul 8 (31 octombrie)  | Episodul 8 (31 octombrie) | Episodul 8 (31 octombrie) | Episodul 8 (31 octombrie)                                                                          | Episodul 8 (31 octombrie) | Episodul 8 (31 octombrie) | Episodul 8 (31 octombrie) | Episodul 8 (31 octombrie) | Episodul 8 (31 octombrie) |
| -------------------------- | ------------------------- | ------------------------- | -------------------------------------------------------------------------------------------------- | ------------------------- | ------------------------- | ------------------------- | ------------------------- | ------------------------- |
| 1                          | Tudor Chirilă             | Ivana Farc                | „The Lady Is a Tramp” (Tommy Dorsey and His Orchestra & Edythe Wright / Tony Bennett și Lady Gaga) | Ruben Ciungan             | ⃠                          | —                         | —                         | —                         |
| 2                          | Smiley                    | Fabian Sasu               | „Rude” (Magic!)                                                                                    | Andrei Bălăceanu          | —                         | —                         | ⃠                          | —                         |
| 3                          | Loredana Groza            | Lucian Colareza           | „Non amarmi” (Aleandro Baldi și Francesca Alotta)                                                  | Raluca Albu               | —                         | ⃠                          | —                         | —                         |
| 4                          | Marius Moga               | Maria Constantin          | „Man Down” (Rihanna)                                                                               | Florentina Mihai          | —                         | —                         | —                         | ⃠                          |
| 5                          | Smiley                    | Vladimir Pocorschi        | „Born to Be Wild” (Steppenwolf)                                                                    | Tiberiu Albu              | ✔                         | —                         | ⃠                          | —                         |
| 6                          | Loredana Groza            | Florin Răduță             | „I Knew You Were Waiting (For Me)” (Aretha Franklin și George Michael)                             | Bianca Ioniță             | —                         | ⃠                          | —                         | —                         |
| 7                          | Marius Moga               | Brigitta Balogh           | „Torn” (Ednaswap / Natalie Imbruglia)                                                              | Radu Mitrea               | —                         | —                         | —                         | ⃠                          |
| 8                          | Tudor Chirilă             | Florin Ciotlăuș           | „How You Remind Me” (Nickelback)                                                                   | Matei Chioariu            | ⃠                          | —                         | —                         | —                         |
| Episodul 9 (7 noiembrie)   |                           |                           | |                           |                           |                           |                           |                           |
| 1                          | Loredana Groza            | Ilinca Băcilă             | „Counting Stars” (OneRepublic)                                                                     | Angela Vescu              | —                         | ⃠                          | —                         | —                         |
| 2                          | Marius Moga               | Alina Dogaru              | „Thriller” (Michael Jackson)                                                                       | Marina Velle              | —                         | —                         | —                         | ⃠                          |
| 3                          | Tudor Chirilă             | Petra Acker               | „I Put a Spell on You” (Screamin' Jay Hawkins / Nina Simone)                                       | Elena Javelea             | ⃠                          | —                         | —                         | —                         |
| 4                          | Smiley                    | Gelu Graur                | „Tainted Love” (Gloria Jones / Marilyn Manson)                                                     | Cosmin Dragomir           | —                         | —                         | ⃠                          | —                         |
| 5                          | Loredana Groza            | Valentin Uzun             | „Love Is Blindness” (U2 / Jack White)                                                              | Botond Surányi            | —                         | ⃠                          | —                         | —                         |
| 6                          | Marius Moga               | Anda Dimitriu             | „Rehab” (Amy Winehouse)                                                                            | Alexandra Bărăceanu       | —                         | —                         | —                         | ⃠                          |
| 7                          | Smiley                    | Alina Anușca              | „Unwritten” (Natasha Bedingfield)                                                                  | Ana Maria Georgescu       | —                         | —                         | ⃠                          | —                         |
| 8                          | Tudor Chirilă             | Ligia Hojda               | „Because of You” (Kelly Clarkson)                                                                  | Anca Petcu                | ⃠                          | —                         | ✔                         | —                         |
| 9                          | Loredana Groza            | Andrei Cheteleș           | „Don't Stop Me Now” (Queen)                                                                        | Tatiana Heghea            | —                         | ⃠                          | —                         | —                         |
| 10                         | Smiley                    | Alin Gheorghișan          | „Let's Get It On” (Marvin Gaye)                                                                    | Emilia Mușală             | —                         | —                         | ⃠                          | —                         |
| Episodul 10 (14 noiembrie) |                           |                           | |                           |                           |                           |                           |                           |
| 1                          | Loredana Groza            | Maria Hojda               | „Piece of My Heart” (Erma Franklin / Big Brother and the Holding Company)                          | Diana Popa                | —                         | ⃠                          | —                         | —                         |
| 2                          | Smiley                    | Aliona Munteanu           | „Say Something” (A Great Big World și Christina Aguilera)                                          | Claudiu Rusu              | —                         | —                         | ⃠                          | ✔                         |
| 3                          | Marius Moga               | Florian Rus               | „Impossible” (Shontelle / James Arthur)                                                            | Eliza Manda               | —                         | —                         | —                         | ⃠                          |
| 4                          | Tudor Chirilă             | Tudor Man                 | „One” (U2)                                                                                         | Ioan Panait               | ⃠                          | —                         | —                         | —                         |
| 5                          | Marius Moga               | Alexandru Bunghez         | „Numb” (Linkin Park)                                                                               | Caroline Schally          | —                         | —                         | —                         | ⃠                          |
| 6                          | Loredana Groza            | Ioana Satmari             | „River Deep – Mountain High” (Ike & Tina Turner)                                                   | Roberta Radu              | —                         | ⃠                          | —                         | —                         |
| 7                          | Smiley                    | Maria Șimandi             | „All of Me” (John Legend)                                                                          | Robert Costin             | —                         | —                         | ⃠                          | —                         |
| 8                          | Tudor Chirilă             | Andreea Avarvari          | „Chandelier” (Sia)                                                                                 | Larisa Mihăeș             | ⃠                          | ✔                         | —                         | —                         |
| 9                          | Marius Moga               | Ioan Bîgea                | „Sexual Healing” (Marvin Gaye)                                                                     | Diana Bucșa               | —                         | —                         | —                         | ⃠                          |
| 10                         | Tudor Chirilă             | Iulia Ferchiu             | „Blue Jeans” (Lana Del Rey)                                                                        | Ana Maria Andrei          | ⃠                          | —                         | —                         | —                         |

## Spectacole live

### Săptămâna 1: primii 32, partea I (21 noiembrie)
Primul spectacol live a avut loc pe 21 noiembrie 2014. În cadrul acestuia, au concurat câte 4 concurenți din fiecare echipă. Regula ediției a fost următoarea: din fiecare echipă se salvează favoritul publicului și încă un concurent ales de antrenor.
| Legendă | Concurent salvat de public | Concurent salvat de antrenor | Concurent eliminat |

| Ordine | Antrenor       | Concurent          | Cântec                                                           | Rezultat            |
| ------ | -------------- | ------------------ | ---------------------------------------------------------------- | ------------------- |
| 1      | Smiley         | Alin Gheorghișan   | „Just a Gigolo” (Bing Crosby)                                    | Eliminat            |
| 2      | Smiley         | Maria Șimandi      | „Virtual Insanity” (Jamiroquai)                                  | Salvată de public   |
| 3      | Smiley         | Alina Anușca       | „All About That Bass” (Meghan Trainor)                           | Eliminată           |
| 4      | Smiley         | Vladimir Pocorschi | „Wicked Game” (Chris Isaak)                                      | Salvat de antrenor  |
| 5      | Loredana Groza | Ilinca Băcilă      | „It's Oh So Quiet” (Betty Hutton / Björk)                        | Salvată de antrenor |
| 6      | Loredana Groza | Valentin Uzun      | „Canción del mariachi (Morena de mi corazón)” (Antonio Banderas) | Eliminat            |
| 7      | Loredana Groza | Maria Hojda        | „Uninvited” (Alanis Morisette)                                   | Salvată de public   |
| 8      | Loredana Groza | Lucian Colareza    | „Héroe” / „Hero” (Enrique Iglesias)                              | Eliminat            |
| 9      | Marius Moga    | Claudiu Rusu       | „Blurred Lines” (Robin Thicke, T.I. și Pharrell Williams)        | Salvat de public    |
| 10     | Marius Moga    | Anda Dimitriu      | „My Kind of Love” (Emeli Sandé)                                  | Salvată de antrenor |
| 11     | Marius Moga    | Ioan Bîgea         | „Unchain My Heart” (Ray Charles / Joe Cocker)                    | Eliminat            |
| 12     | Marius Moga    | Maria Constantin   | „Hijo de la luna” (Mecano)                                       | Eliminată           |
| 13     | Tudor Chirilă  | Andreea Avarvari   | „Cry Baby” (Garnet Mimms and the Enchanters)                     | Salvată de antrenor |
| 14     | Tudor Chirilă  | Ivana Farc         | „Super Massive Black Hole” (Muse)                                | Salvată de public   |
| 15     | Tudor Chirilă  | Florin Ciotlăuș    | „American Woman” (The Guess Who)                                 | Eliminat            |
| 16     | Tudor Chirilă  | Iulia Ferchiu      | „That Don't Impress Me Much” (Shania Twain)                      | Eliminată           |

| Ordine | Artist            | Cântec                                                 |
| ------ | ----------------- | ------------------------------------------------------ |
| 1      | Loredana Groza    | „Risipitor”                                            |
| 2      | Baletul PRO Dance | „This Is Not a Game” (The Chemical Brothers și Miguel) |

### Săptămâna 2: primii 32, partea a II-a (28 noiembrie)
Al doilea spectacol live a avut loc pe 28 noiembrie 2014. În cadrul acestuia, au concurat câte 4 concurenți din fiecare echipă. Regula ediției a fost aceeași ca la episodul precedent.
| Ordine | Antrenor       | Concurent         | Cântec                                            | Rezultat            |
| ------ | -------------- | ----------------- | ------------------------------------------------- | ------------------- |
| 1      | Marius Moga    | Alexandru Bunghez | „Let Me Entertain You” (Robbie Williams)          | Salvat de antrenor  |
| 2      | Marius Moga    | Alina Dogaru      | „If I Ain't Got You” (Alicia Keys)                | Eliminată           |
| 3      | Marius Moga    | Florian Rus       | „Sing” (Ed Sheeran)                               | Eliminat            |
| 4      | Marius Moga    | Brigitta Balogh   | „Hurt” (Christina Aguilera)                       | Salvată de public   |
| 5      | Tudor Chirilă  | Tiberiu Albu      | „Rock and Roll” (Led Zeppelin)                    | Salvat de antrenor  |
| 6      | Tudor Chirilă  | Ligia Hojda       | „Wrecking Ball” (Miley Cyrus / London Grammar)    | Salvată de public   |
| 7      | Tudor Chirilă  | Tudor Man         | „The Man Who Can't Be Moved” (The Script)         | Eliminat            |
| 8      | Tudor Chirilă  | Petra Acker       | „Can't Stop” (Red Hot Chili Peppers)              | Eliminată           |
| 9      | Loredana Groza | Florin Răduță     | „One Moment in Time” (Whitney Houston)            | Eliminat            |
| 10     | Loredana Groza | Andrei Cheteleș   | „Blue Suede Shoes” (Carl Perkins / Elvis Presley) | Salvat de antrenor  |
| 11     | Loredana Groza | Ioana Satmari     | „If I Could Turn Back Time” (Cher)                | Eliminată           |
| 12     | Loredana Groza | Larisa Mihăeș     | „Somebody to Love” (Queen)                        | Salvată de public   |
| 13     | Smiley         | Fabian Sasu       | „When a Woman Loves” (R. Kelly)                   | Eliminat            |
| 14     | Smiley         | Anca Petcu        | „Happy” (Pharrell Williams)                       | Eliminată           |
| 15     | Smiley         | Gelu Graur        | „Purple Rain” (Prince and The Revolution)         | Salvat de public    |
| 16     | Smiley         | Aliona Munteanu   | „De-ar fi să vii” (Mihaela Runceanu)              | Salvată de antrenor |

| Ordine | Artist                                     | Cântec                       |
| ------ | ------------------------------------------ | ---------------------------- |
| 1      | Concurenții din acest episod               | „Fii de România”             |
| 2      | Colaj muzical                              | Colaj muzical                |
| 2      | Liviu Teodorescu                           | „Ești piesă”                 |
| 2      | Adda                                       | „Îți arăt că pot”            |
| 2      | Shift și Marius Moga                       | „Sus pe toc”                 |
| 2      | Marius Moga, Adda, Liviu Teodorescu, Shift | „Pe barba mea” (Marius Moga) |

### Săptămâna 3: primii 16 (5 decembrie)
Al treilea spectacol live a avut loc pe 5 decembrie 2014. În cadrul acestuia, au participat toți cei 16 concurenți rămași, iar eliminările s-au făcut după aceeași regulă ca în episoadele precedente.
| Ordine | Antrenor       | Concurent          | Cântec                                               | Rezultat            |
| ------ | -------------- | ------------------ | ---------------------------------------------------- | ------------------- |
| 1      | Smiley         | Vladimir Pocorschi | „Smells Like Teen Spirit” (Nirvana)                  | Eliminat            |
| 2      | Tudor Chirilă  | Ivana Farc         | „Over the Rainbow” (Judy Garland)                    | Eliminată           |
| 3      | Loredana Groza | Andrei Cheteleș    | „Hallelujah I Love Her So” (Ray Charles)             | Eliminat            |
| 4      | Marius Moga    | Alexandru Bunghez  | „The Show Must Go On” (Queen)                        | Eliminat            |
| 5      | Smiley         | Maria Șimandi      | „Feeling Good” (Cy Grant / Nina Simone)              | Eliminată           |
| 6      | Tudor Chirilă  | Andreea Avarvari   | „Perfect” (Pink)                                     | Eliminată           |
| 7      | Loredana Groza | Larisa Mihăeș      | „Let Her Go” (Passenger)                             | Eliminată           |
| 8      | Marius Moga    | Claudiu Rusu       | „White Christmas” (Bing Crosby)                      | Eliminat            |
| 9      | Smiley         | Aliona Munteanu    | „Titanium” (David Guetta și Sia)                     | Salvată de antrenor |
| 10     | Tudor Chirilă  | Tiberiu Albu       | „Dream On” (Aerosmith)                               | Salvat de public    |
| 11     | Loredana Groza | Maria Hojda        | „She Wolf (Falling to Pieces)” (David Guetta și Sia) | Salvată de public   |
| 12     | Marius Moga    | Brigitta Balogh    | „Free Your Mind” (En Vogue)                          | Salvată de antrenor |
| 13     | Smiley         | Gelu Graur         | „Sweet Child o' Mine” (Guns N' Roses)                | Salvat de public    |
| 14     | Tudor Chirilă  | Ligia Hojda        | „My Immortal” (Evanescence)                          | Salvată de antrenor |
| 15     | Loredana Groza | Ilinca Băcilă      | „You & I” (One Direction)                            | Salvată de antrenor |
| 16     | Marius Moga    | Anda Dimitriu      | „Believe” (Cher)                                     | Salvată de public   |

| Ordine | Artist | Cântec        |
| ------ | ------ | ------------- |
| 1      | Vama   | „Victoria ta” |
| 2      | Smiley | „I Wish”      |

### Săptămâna 4: semifinala (12 decembrie)
Semifinala a avut loc pe 12 decembrie 2014. În cadrul acesteia, au concurat ultimii 2 concurenți rămași în fiecare echipă, interpretând fiecare câte două piese — una solo și una împreună cu antrenorul și celălalt concurent din echipa lui. Finalistul fiecărei echipe a fost determinat prin combinația, în proporție de 40% și, respectiv, 60%, a deciziei antrenorului și a votului public.
| Ordine | Antrenor       | Concurent                      | Cântec | Rezultat |
| ------ | -------------- | ------------------------------ | --- | --- |
| 1      | Loredana Groza | Ilinca Băcilă                  | „He Taught Me How to Yodel” (Taylor Ware) | Eliminată |
| 2      | Tudor Chirilă  | Tiberiu Albu                   | „You Shook Me All Night Long” (AC/DC) | Salvat |
| 3      | Smiley         | Gelu Graur, Aliona Munteanu    | „E bine, bine, e foarte bine” (Mirabela Dauer) — cu Smiley | „E bine, bine, e foarte bine” (Mirabela Dauer) — cu Smiley |
| 4      | Marius Moga    | Brigitta Balogh                | „If I Were a Boy” (Beyoncé) | Eliminată |
| 5      | Loredana Groza | Maria Hojda                    | „Memory” (Elaine Paige / Barbra Streisand) | Salvată |
| 6      | Marius Moga    | Brigitta Balogh, Anda Dimitriu | - Colaj — cu Marius Moga: - „Tot mai sus” (Guess Who și deMoga) - „Timpul” (Paula Seling) - „K la meteo” (What's Up și Andra) - „Taxi” (What's Up) - „Angels” (Morandi) - „Beijo (Uh-La-La)” (Morandi) | - Colaj — cu Marius Moga: - „Tot mai sus” (Guess Who și deMoga) - „Timpul” (Paula Seling) - „K la meteo” (What's Up și Andra) - „Taxi” (What's Up) - „Angels” (Morandi) - „Beijo (Uh-La-La)” (Morandi) |
| 7      | Smiley         | Gelu Graur                     | „At Last” (Etta James) | Eliminat |
| 8      | Loredana Groza | Ilinca Băcilă, Maria Hojda     | „Mi-am pus busuioc în păr” (Maria Tănase) — cu Loredana Groza | „Mi-am pus busuioc în păr” (Maria Tănase) — cu Loredana Groza |
| 9      | Smiley         | Aliona Munteanu                | „I (Who Have Nothing)” (Ben E. King / Tom Jones) | Salvată |
| 10     | Tudor Chirilă  | Tiberiu Albu, Ligia Hojda      | „Cântec prost” (Vama Veche) — cu Tudor Chirilă | „Cântec prost” (Vama Veche) — cu Tudor Chirilă |
| 11     | Marius Moga    | Anda Dimitriu                  | „Spune-mi” (Monica Anghel) | Salvată |
| 12     | Tudor Chirilă  | Ligia Hojda                    | „I Dreamed a Dream” (Patti LuPone) | Eliminată |

| Ordine | Artist         | Cântec                                           |
| ------ | -------------- | ------------------------------------------------ |
| 1      | Alexandra Stan | „Cherry Pop”                                     |
| 2      | Alexandra Stan | „Vanilla Chocolat” (Alexandra Stan și Connect-R) |

| Antrenor       | Finalist        | Finalist | Procent antrenor/televot | Eliminat | Eliminat        |
| -------------- | --------------- | -------- | ------------------------ | -------- | --------------- |
| Smiley         | Aliona Munteanu | 60,8%    | 50,0%                    | 39,2%    | Gelu Graur      |
| Smiley         | Aliona Munteanu | 60,8%    | 68,0% 32,0%              | 39,2%    | Gelu Graur      |
| Tudor Chirilă  | Tiberiu Albu    | 53,6%    | 50,0%                    | 46,4%    | Ligia Hojda     |
| Tudor Chirilă  | Tiberiu Albu    | 53,6%    | 56,0% 44,0%              | 46,4%    | Ligia Hojda     |
| Marius Moga    | Anda Dimitriu   | 51,5%    | 50,0%                    | 48,5%    | Brigitta Balogh |
| Marius Moga    | Anda Dimitriu   | 51,5%    | 52,5% 47,5%              | 48,5%    | Brigitta Balogh |
| Loredana Groza | Maria Hojda     | 60,7%    | 50,0%                    | 39,3%    | Ilinca Băcilă   |
| Loredana Groza | Maria Hojda     | 60,7%    | 67,9% 32,1%              | 39,3%    | Ilinca Băcilă   |

### Săptămâna 5: finala (19 decembrie)
Finala a avut loc pe 19 decembrie 2014. Fiecare concurent a interpretat câte trei piese: una solo, una în duet cu antrenorul și una în duet cu un muzician cunoscut din România. Votul publicului a decis câștigătorul.
| Antrenor       | Concurent       | Ord. | Cântec solo                                 | Ord. | Cântec în duet (cu un muzician cunoscut)                                                         | Ord. | Cântec în duet (cu antrenorul)                                                                                                | Loc |
| -------------- | --------------- | ---- | ------------------------------------------- | ---- | ------------------------------------------------------------------------------------------------ | ---- | --- | --- |
| Smiley         | Aliona Munteanu | 1    | „Let It Go” (Idina Menzel)                  | 5    | „Andrii Popa” (Phoenix) / „Vara la țară” (Mircea Baniciu) — cu Mircea Baniciu                    | 9    | „Stay with Me” (Sam Smith) | 4   |
| Tudor Chirilă  | Tiberiu Albu    | 10   | „Stairway to Heaven” (Led Zeppelin)         | 2    | „The Phantom of the Opera” (Sarah Brightman și Michael Crawford / Nightwish) — cu Irina Baianț   | 6    | „Ana” (Vama Veche) | 1   |
| Loredana Groza | Maria Hojda     | 7    | „Because of You” (Skunk Anansie)            | 11   | „Ave Maria” (Franz Schubert) / „Ameno” (Era) — cu Brio Sonores                                   | 3    | Cântec tradițional din Maramureș / „Cât îi Maramureșul” (Maria Tănase / Loredana Groza) — cu Flavia, Francesca și Iuliu Hojda | 3   |
| Marius Moga    | Anda Dimitriu   | 4    | „All by Myself” (Eric Carmen / Céline Dion) | 8    | „Păstorul singuratic” (Gheorghe Zamfir) / „Lie, ciocârlie” (Maria Lătărețu) — cu Gheorghe Zamfir | 12   | „Amazing Grace” / „Oh Happy Day” (Edwin Hawkins Singers)                                                                      | 2   |

| Ordine | Artist       | Cântec |
| ------ | ------------ | --- |
| 1      | Pavel Bartoș | - Parodie după: - „Bună seara, iubito!” (Loredana Groza și Ion Caramitru) - „Cai verzi pe pereți” (Smiley, Alex Velea și Don Baxter) - „Nu am chef azi” (Vama Veche) - „Tot mai sus” (Guess Who și deMoga) |
| 2      | David Bisbal | „Diez mil maneras” |
| 3      | Inna         | „Strigă” (Inna și Puya) / „Diggy Down” (Inna și Marian Hill) |
| 4      | David Bisbal | „No amanece” |
| 5      | Mihai Chițu  | „Tot ce vreau” (Mihai Chițu și Pacha Man) |

## Tabelele eliminărilor
| Legendă | Legendă                                                                          |
| --- | -------------------------------------------------------------------------------- |
| - Concurent în echipa Tudor - Concurent în echipa Loredana - Concurent în echipa Smiley - Concurent în echipa Moga | - Concurent salvat de public - Concurent salvat de antrenor - Concurent eliminat |

### Combinat
| Episod → Concurent ↓ | Episod → Concurent ↓ | Săptămâna 1 | Săptămâna 2 | Săptămâna 3                | Săptămâna 4                | Săptămâna 5                |
| -------------------- | -------------------- | ----------- | ----------- | -------------------------- | -------------------------- | -------------------------- |
|                      | Tiberiu Albu         |             | Salvat      | Salvat                     | Salvat (53,6%)             | Câștigător                 |
|                      | Anda Dimitriu        | Salvată     |             | Salvată                    | Salvată (51,5%)            | Locul 2                    |
|                      | Maria Hojda          | Salvată     |             | Salvată                    | Salvată (60,7%)            | Locul 3                    |
|                      | Aliona Munteanu      |             | Salvată     | Salvată                    | Salvată (60,8%)            | Locul 4                    |
|                      | Brigitta Balogh      |             | Salvată     | Salvată                    | Eliminată (48,5%)          | Eliminați (locurile 5–8)   |
|                      | Ligia Hojda          |             | Salvată     | Salvată                    | Eliminată (46,4%)          | Eliminați (locurile 5–8)   |
|                      | Ilinca Băcilă        | Salvată     |             | Salvată                    | Eliminată (39,3%)          | Eliminați (locurile 5–8)   |
|                      | Gelu Graur           |             | Salvat      | Salvat                     | Eliminat (39,2%)           | Eliminați (locurile 5–8)   |
|                      | Ivana Farc           | Salvată     |             | Eliminată                  | Eliminați (locurile 9–16)  | Eliminați (locurile 9–16)  |
|                      | Larisa Mihăeș        |             | Salvată     | Eliminată                  | Eliminați (locurile 9–16)  | Eliminați (locurile 9–16)  |
|                      | Claudiu Rusu         | Salvat      |             | Eliminat                   | Eliminați (locurile 9–16)  | Eliminați (locurile 9–16)  |
|                      | Maria Șimandi        | Salvată     |             | Eliminată                  | Eliminați (locurile 9–16)  | Eliminați (locurile 9–16)  |
|                      | Andreea Avarvari     | Salvată     |             | Eliminată                  | Eliminați (locurile 9–16)  | Eliminați (locurile 9–16)  |
|                      | Alexandru Bunghez    |             | Salvat      | Eliminat                   | Eliminați (locurile 9–16)  | Eliminați (locurile 9–16)  |
|                      | Andrei Cheteleș      |             | Salvat      | Eliminat                   | Eliminați (locurile 9–16)  | Eliminați (locurile 9–16)  |
|                      | Vladimir Pocorschi   | Salvat      |             | Eliminat                   | Eliminați (locurile 9–16)  | Eliminați (locurile 9–16)  |
|                      | Petra Acker          |             | Eliminată   | Eliminați (locurile 17–32) | Eliminați (locurile 17–32) | Eliminați (locurile 17–32) |
|                      | Alina Dogaru         |             | Eliminată   | Eliminați (locurile 17–32) | Eliminați (locurile 17–32) | Eliminați (locurile 17–32) |
|                      | Tudor Man            |             | Eliminat    | Eliminați (locurile 17–32) | Eliminați (locurile 17–32) | Eliminați (locurile 17–32) |
|                      | Anca Petcu           |             | Eliminată   | Eliminați (locurile 17–32) | Eliminați (locurile 17–32) | Eliminați (locurile 17–32) |
|                      | Florin Răduță        |             | Eliminat    | Eliminați (locurile 17–32) | Eliminați (locurile 17–32) | Eliminați (locurile 17–32) |
|                      | Florian Rus          |             | Eliminat    | Eliminați (locurile 17–32) | Eliminați (locurile 17–32) | Eliminați (locurile 17–32) |
|                      | Fabian Sasu          |             | Eliminat    | Eliminați (locurile 17–32) | Eliminați (locurile 17–32) | Eliminați (locurile 17–32) |
|                      | Ioana Satmari        |             | Eliminată   | Eliminați (locurile 17–32) | Eliminați (locurile 17–32) | Eliminați (locurile 17–32) |
|                      | Alina Anușca         | Eliminată   |             | Eliminați (locurile 17–32) | Eliminați (locurile 17–32) | Eliminați (locurile 17–32) |
|                      | Ioan Bîgea           | Eliminat    |             | Eliminați (locurile 17–32) | Eliminați (locurile 17–32) | Eliminați (locurile 17–32) |
|                      | Florin Ciotlăuș      | Eliminat    |             | Eliminați (locurile 17–32) | Eliminați (locurile 17–32) | Eliminați (locurile 17–32) |
|                      | Lucian Colareza      | Eliminat    |             | Eliminați (locurile 17–32) | Eliminați (locurile 17–32) | Eliminați (locurile 17–32) |
|                      | Maria Constantin     | Eliminată   |             | Eliminați (locurile 17–32) | Eliminați (locurile 17–32) | Eliminați (locurile 17–32) |
|                      | Iulia Ferchiu        | Eliminată   |             | Eliminați (locurile 17–32) | Eliminați (locurile 17–32) | Eliminați (locurile 17–32) |
|                      | Alin Gheorghișan     | Eliminat    |             | Eliminați (locurile 17–32) | Eliminați (locurile 17–32) | Eliminați (locurile 17–32) |
|                      | Valentin Uzun        | Eliminat    |             | Eliminați (locurile 17–32) | Eliminați (locurile 17–32) | Eliminați (locurile 17–32) |
| Concurent ↑ Etapă →  | Concurent ↑ Etapă →  | Primii 32   | Primii 32   | Primii 16                  | Semifinala                 | Finala                     |

### Pe echipe
| Episod → Concurent ↓ | Episod → Concurent ↓ | Săptămâna 1 | Săptămâna 2 | Săptămâna 3 | Săptămâna 4       | Săptămâna 5 |
| -------------------- | -------------------- | ----------- | ----------- | ----------- | ----------------- | ----------- |
|                      | Tiberiu Albu         |             | Salvat      | Salvat      | Salvat (53,6%)    | Câștigător  |
|                      | Ligia Hojda          |             | Salvată     | Salvată     | Eliminată (46,4%) |             |
|                      | Ivana Farc           | Salvată     |             | Eliminată   |                   |             |
|                      | Andreea Avarvari     | Salvată     |             | Eliminată   |                   |             |
|                      | Petra Acker          |             | Eliminată   |             |                   |             |
|                      | Tudor Man            |             | Eliminat    |             |                   |             |
|                      | Florin Ciotlăuș      | Eliminat    |             |             |                   |             |
|                      | Iulia Ferchiu        | Eliminată   |             |             |                   |             |
|                      |                      |             |             |             |                   |             |
|                      | Anda Dimitriu        | Salvată     |             | Salvată     | Salvată (51,5%)   | Locul 2     |
|                      | Brigitta Balogh      |             | Salvată     | Salvată     | Eliminată (48,5%) |             |
|                      | Claudiu Rusu         | Salvat      |             | Eliminat    |                   |             |
|                      | Alexandru Bunghez    |             | Salvat      | Eliminat    |                   |             |
|                      | Alina Dogaru         |             | Eliminată   |             |                   |             |
|                      | Florian Rus          |             | Eliminat    |             |                   |             |
|                      | Ioan Bîgea           | Eliminat    |             |             |                   |             |
|                      | Maria Constantin     | Eliminată   |             |             |                   |             |
|                      |                      |             |             |             |                   |             |
|                      | Maria Hojda          | Salvată     |             | Salvată     | Salvată (60,7%)   | Locul 3     |
|                      | Ilinca Băcilă        | Salvată     |             | Salvată     | Eliminată (39,3%) |             |
|                      | Larisa Mihăeș        |             | Salvată     | Eliminată   |                   |             |
|                      | Andrei Cheteleș      |             | Salvat      | Eliminat    |                   |             |
|                      | Florin Răduță        |             | Eliminat    |             |                   |             |
|                      | Ioana Satmari        |             | Eliminată   |             |                   |             |
|                      | Lucian Colareza      | Eliminat    |             |             |                   |             |
|                      | Valentin Uzun        | Eliminat    |             |             |                   |             |
|                      |                      |             |             |             |                   |             |
|                      | Aliona Munteanu      |             | Salvată     | Salvată     | Salvată (60,8%)   | Locul 4     |
|                      | Gelu Graur           |             | Salvat      | Salvat      | Eliminat (39,2%)  |             |
|                      | Maria Șimandi        | Salvată     |             | Eliminată   |                   |             |
|                      | Vladimir Pocorschi   | Salvat      |             | Eliminat    |                   |             |
|                      | Anca Petcu           |             | Eliminată   |             |                   |             |
|                      | Fabian Sasu          |             | Eliminat    |             |                   |             |
|                      | Alina Anușca         | Eliminată   |             |             |                   |             |
|                      | Alin Gheorghișan     | Eliminat    |             |             |                   |             |
| Concurent ↑ Etapă →  | Concurent ↑ Etapă →  | Primii 32   | Primii 32   | Primii 16   | Semifinala        | Finala      |

## Critici și controverse
Matei Sorescu, Claudiu Zamfira și Cezar Dometi, concurenți în sezonul 2 Vocea României, au criticat sezonul al patrulea al emisiunii, spunând că vocile concurenților au fost modificate pe calculator.

## Audiențe
| Legendă                                                                          |
| -------------------------------------------------------------------------------- |
| - Ora de Vară a Europei de Est (ora de vară) - Ora Europei de Est (ora de iarnă) |

| Etapă               | Nr. | Data difuzării     | Poziție în grilă | Segment de public | Segment de public | Segment de public | Segment de public | Segment de public | Segment de public | Segment de public | Segment de public | Segment de public | Segment de public | Segment de public     | Segment de public     | Segment de public     | Segment de public     | Surse         |
| Etapă               | Nr. | Data difuzării     | Poziție în grilă | Național          | Național          | Național          | Național          | Național          | Urban             | Urban             | Urban             | Urban             | Urban             | Comercial (18–49 ani) | Comercial (18–49 ani) | Comercial (18–49 ani) | Comercial (18–49 ani) | Surse         |
| Etapă               | Nr. | Data difuzării     | Poziție în grilă | Loc               | Vârf (mii)        | Medie (mii)       | Rating (%)        | Cotă (%)          | Loc               | Vârf (mii)        | Medie (mii)       | Rating (%)        | Cotă (%)          | Loc                   | Medie (mii)           | Rating (%)            | Cotă (%)              | Surse         |
| ------------------- | --- | ------------------ | ---------------- | ----------------- | ----------------- | ----------------- | ----------------- | ----------------- | ----------------- | ----------------- | ----------------- | ----------------- | ----------------- | --------------------- | --------------------- | --------------------- | --------------------- | ------------- |
| Audiții pe nevăzute | 01  | 16 septembrie 2014 | Marți, 20:30     | 1                 | 2 500             | 1 915             | 10,3              | 20,8              | 1                 | 1 470             | 1 128             | 11,2              | 22,1              | 1                     | 736                   | 14,7                  | 34,6                  | [ 37 ] [ 38 ] |
| Audiții pe nevăzute | 02  | 19 septembrie 2014 | Vineri, 20:30    | 1                 | 2 460             | 1 708             | 09,2              | 19,0              | 1                 | 1 420             | 1 009             | 10,0              | 20,4              | 1                     | 605                   | 12,0                  | 27,5                  | [ 39 ]        |
| Audiții pe nevăzute | 03  | 26 septembrie 2014 | Vineri, 20:30    | 1                 | 2 730             | 2 034             | 11,0              | 21,0              | 1                 | 1 720             | 1 181             | 11,7              | 22,5              | 1                     | 688                   | 13,6                  | 30,9                  | [ 40 ]        |
| Audiții pe nevăzute | 04  | 3 octombrie 2014   | Vineri, 20:30    | 1                 | 2 660             | 2 091             | 11,3              | 21,6              | 1                 | 1 630             | 1 203             | 12,0              | 23,1              | 1                     | 726                   | 14,5                  | 31,2                  | [ 41 ]        |
| Audiții pe nevăzute | 05  | 10 octombrie 2014  | Vineri, 20:30    | 1                 | 2 650             | 1 930             | 10,4              | 20,0              | 1                 | 1 670             | 1 146             | 11,4              | 21,9              | 1                     | 705                   | 14,1                  | 32,1                  | [ 42 ]        |
| Audiții pe nevăzute | 06  | 17 octombrie 2014  | Vineri, 20:30    | 1                 | 2 758             | 2 090             | 11,3              | 21,4              | 1                 | 1 534             | 1 189             | 11,8              | 22,2              | 1                     | 722                   | 14,3                  | 30,7                  | [ 43 ]        |
| Audiții pe nevăzute | 07  | 24 octombrie 2014  | Vineri, 20:30    | 1                 | 2 795             | 2 149             | 11,6              | 21,1              | 1                 | 1 511             | 1 132             | 11,2              | 20,4              | 1                     | 715                   | 14,3                  | 29,8                  | [ 44 ]        |
| Confruntări         | 08  | 31 octombrie 2014  | Vineri, 20:30    | 1                 | 2 301             | 1 745             | 09,4              | 19,1              | 1                 | 1 272             | 0 920             | 09,1              | 18,8              | 1                     | 577                   | 11,4                  | 27,1                  | [ 45 ]        |
| Confruntări         | 09  | 7 noiembrie 2014   | Vineri, 20:30    | 1                 |                   | 1 522             | 08,2              | 19,5              | 1                 |                   | 0 853             | 08,5              | 19,3              | 1                     | 526                   | 10,5                  | 26,7                  | [ 46 ]        |
| Confruntări         | 10  | 14 noiembrie 2014  | Vineri, 20:30    | 2                 |                   | 1 309             | 07,1              | 14,7              | 2                 |                   | 0 755             | 07,5              | 15,2              | 1                     | 476                   | 09,5                  | 22,4                  | [ 47 ]        |
| Spectacole live     | 11  | 21 noiembrie 2014  | Vineri, 20:30    | 1                 |                   | 1 242             | 06,7              | 16,9              | 1                 |                   | 0 757             | 07,5              | 17,9              | 1                     | 454                   | 09,0                  | 24,8                  | [ 48 ]        |
| Spectacole live     | 12  | 28 noiembrie 2014  | Vineri, 20:30    | 1                 |                   | 1 206             | 06,5              | 16,4              | 1                 |                   | 0 668             | 06,6              | 16,0              | 1                     | 338                   | 07,8                  | 21,1                  | [ 49 ]        |
| Spectacole live     | 13  | 5 decembrie 2014   | Vineri, 20:30    | 1                 |                   | 1 095             | 05,9              | 15,3              | 1                 |                   | 0 616             | 06,1              | 14,9              | 1                     | 384                   | 07,6                  | 20,7                  | [ 50 ]        |
| Semifinală          | 14  | 12 decembrie 2014  | Vineri, 20:30    | 1                 | 1 979             | 1 205             | 06,5              | 17,3              | 1                 | 1 135             | 0 723             | 07,2              | 18,3              | 1                     | 440                   | 08,8                  | 25,0                  | [ 51 ]        |
| Finală              | 15  | 19 decembrie 2014  | Vineri, 20:30    | 1                 | 2 224             | 1 664             | 09,0              | 20,7              | 1                 | 1 237             | 0 952             | 09,5              | 21,8              | 1                     | 560                   | 11,2                  | 29,3                  | [ 52 ]        |